# Musseromys gulantang
Musseromys gulantang (Heaney, Balete, Rickart, Veluz & Jansa, 2009) è un roditore della famiglia dei Muridi endemico dell'isola di Luzon, nelle Filippine.

## Descrizione

### Dimensioni
Roditore di piccole dimensioni, con la lunghezza della testa e del corpo di 77 mm, la lunghezza della coda di 101 mm, la lunghezza del piede di 20 mm, la lunghezza delle orecchie di 16 mm e un peso fino a 15,5 g.

### Aspetto
La pelliccia è corta, densa e soffice. Le parti dorsali sono color ruggine, mentre le parti ventrali sono arancioni brillanti. La testa è grande e larga, il muso è corto. Gli occhi sono relativamente piccoli. Le orecchie sono lunghe, larghe e con l'estremità arrotondata. Le vibrisse sono insolitamente lunghe. La coda è più lunga del la testa e del corpo, è marrone scura, ricoperta da circa 16-17 file di scaglie per centimetro e termina con un ciuffo di lunghi peli. Sul palmo delle mani sono presenti dei cuscinetti molto grandi che coprono quasi interamente la superficie. I piedi sono lunghi e larghi e sulla loro pianta sono presenti dei cuscinetti ben sviluppati.

## Biologia

### Comportamento
Probabilmente è una specie arboricola e notturna.

## Distribuzione e habitat
Questa specie è conosciuta soltanto sul monte Banahaw, nella parte meridionale dell'isola di Luzon, nelle Filippine.
L'unico esemplare conosciuto è stato catturato nelle foreste mature a 620 metri di altitudine.